# 過酸化カリウム
過酸化カリウム（かさんかかりうむ、Potassium peroxide）はカリウムの過酸化物で、化学式は K2O2。過酸化カリとも呼ばれる。

## 合成
−50℃で液体アンモニア中に溶解した金属カリウムに溶液が濃青色から無色になるまで酸素を吹き込み反応させると、オレンジ色沈殿として得られる。
{\displaystyle {\ce {2K\ + O2 -> K2O2}}}

## 物理的性質
- 黄橙色の粉末
- 比重 2.0
- 融点 490 ℃
- 潮解性
- 吸湿性

## 化学的性質
日本の法令では消防法危険物第1類〈酸化性固体)に指定されている。
加熱で分解し酸素を発生。
水と反応して水酸化カリウムと酸素を発生する。大量の場合は爆発することもある。
イオン半径の大きなアルカリ金属イオンは結晶格子中で過酸化物イオンO22−を安定化させるため、周期が大きくなるにつれ酸化物よりも過酸化物あるいは超酸化物がより安定となる。